# Карлос Морено
Карлос Морено Лагийо (на испански: Carlos Moreno Laguillo) е мексикански продуцент на теленовели.

## Биография
Карлос Морено Лагийо е продуцент към мексиканската компания Телевиса. Кариерата си започва през 1996 г. като асистент-продуцент на теленовелата Bendita mentira, продуцирана от Хорхе Лосано Сориано. Три години по-късно е на същата позиция в първата част на теленовелата Есперанса, продуцирана от Хуан Осорио Ортис.
Карлос Морено е един от продуцентите на първата испанска теленовела El secreto, копродукция на Телевиса и Europroducciones, продуцирана за канал TVE (Испания).
От 2008 г. Карлос работи с Марта Карийо и Кристина Гарсия, които са сценаристи на проектите му.
През август 2018 г. компания Телевиса не поднови ексклузивните договори със своите продуценти, същата мярка беше предприета с актьорите на компанията в края на 2017 г. Сред продуцентите, засегнати от тази мярка, е Карлос Морено Лагийо. Последният му проект за Телевиса е теленовелата И утре ще бъде друг ден от 2018 г.
Въпреки това, със заемането на поста вицепрезидент на съдържанието на Телевиса от Хорхе Едуардо Мургия Ороско, много продуценти се завръщат да работят в компанията като Роси Окампо и Никандро Диас Гонсалес, Морено също се завръща, за да продуцира теленовелата Изгарящ огън, която е оригинална история от Марта Карийо и Кристина Гарсия, чиято премиера е през 2021 г.

## Кариера

### Изпълнителен продуцент
- Прекъснати игри (2024/25)
- Моята вечна любов (2024)
- Моята тайна (2022)
- Изгарящ огън (2021)
- И утре ще бъде друг ден (2018)
- Жените в черно (2016)
- Не ме оставяй (2015/16)
- Искам да те обичам (2013/14)
- Смела любов (2012)
- Когато се влюбиш (2010/11)
- В името на любовта (2008/09)
- Мечти и бонбони (2005)
- Под същата кожа (2003)
- Тайната (2001) с Карлос Оренго
- Втора част на Есперанса (1999)

### Продуцент
- Първа част на Есперанса (1999)
- Благословена лъжа (1996)

## Награди

### Награди TVyNovelas (Мексико)
| Година | Категория                | Теленовела       | Резултат   |
| ------ | ------------------------ | ---------------- | ---------- |
| 2017   | Най-добър сериал         | Жените в черно   | Печели     |
| 2016   | Най-добра теленовела     | Не ме оставяй    | Номинирана |
| 2016   | Най-добър екип           | Не ме оставяй    | Номинирана |
| 2016   | Най-добра мултиплатформа | Не ме оставяй    | Номинирана |
| 2013   | Най-добра теленовела     | Смела любов      | Номинирана |
| 2011   | Най-добра теленовела     | Когато се влюбиш | Номинирана |

### Награди ACE
| Година | Категория            | Теленовела         | Резултат |
| ------ | -------------------- | ------------------ | -------- |
| 2010   | Най-добра теленовела | В името на любовта | Печели   |

### Награди People en Español
| Година | Категория           | Теленовела         | Резултат   |
| ------ | ------------------- | ------------------ | ---------- |
| 2009   | Най-добра адаптация | В името на любовта | Номинирана |

### Награди Златни теленовели
| Година | Категория            | Теленовела         | Резултат   |
| ------ | -------------------- | ------------------ | ---------- |
| 2016   | Най-добър екип       | Не ме оставяй      | Печели     |
| 2016   | Най-добра история    | Не ме оставяй      | Печели     |
| 2016   | Най-добра теленовела | Не ме оставяй      | Печели     |
| 2015   | Най-добра теленовела | Искам да те обичам | Номинирана |
| 2013   | Най-добра история    | Смела любов        | Печели     |
| 2013   | Най-добра теленовела | Смела любов        | Печели     |
| 2011   | Най-добра история    | Когато се влюбиш   | Номинирана |
| 2011   | Най-добра теленовела | Когато се влюбиш   | Печели     |
| 2010   | Най-добра история    | В името на любовта | Номинирана |
| 2010   | Най-добра теленовела | В името на любовта | Печели     |